# Лукас Леива
Лукас Пезини Леива (порт. Lucas Pezzini Leiva; Дурадос, 9. јануар 1987) је бразилски фудбалер и репрезентативац који тренутно игра за Лацио. Игра на средини терена. Играо је још и за бразилски Гремио и Ливерпул. Ливерпул је за њега платио 6 милиона фунти. Са репрезентацијом Бразила је освојио бронзу на Олимпијади у Пекингу.

## Трофеји

### Клупски
Гремио
- Серија Б (1) : 2005.
- Лига Гаучо (2) : 2006, 2007.

Ливерпул
- Енглески Лига куп (1) : 2011/12.

Лацио
- Суперкуп Италије (1) : 2017.

### Репрезентативни
Бразил
- Летње олимпијске игре  : бронза 2008.